# 三田勝茂
三田 勝茂（みた かつしげ、1924年（大正13年）4月6日 - 2007年（平成19年）7月28日）は、日本の実業家、元日立製作所社長・会長。元経済団体連合会副会長。東京都出身。

## 略歴
- 旧制府立高等学校卒業
- 1949年（昭和24年） - 東京大学第二工学部電気工学科卒業、日立製作所へ入社。
- 1975年（昭和50年） - 日立製作所代表取締役に就任。
- 1977年（昭和52年） - 日立製作所代表取締役常務に就任。
- 1979年（昭和54年） - 日立製作所代表取締役専務に就任。
- 1980年（昭和55年） - 日立製作所代表取締役副社長に就任。
- 1981年（昭和56年） - 日立製作所代表取締役社長に就任。
- 1985年（昭和60年） - 藍綬褒章を受章。
- 1991年（平成3年） - 日立製作所代表取締役会長に就任。
- 1992年（平成4年） - 経済団体連合会副会長に就任。
- 1993年（平成5年） - 日本工学教育協会会長に就任[1]。
- 1999年（平成11年） - 日立製作所代表取締役相談役に就任。
- 2007年（平成19年）7月28日 - 脳梗塞のため、東京都文京区の病院で死去、83歳。
- その他、日産火災海上保険取締役、日本電子工業振興協会・日本電機工業会各会長などを歴任した。

## 参考
- 交詢社 第69版 『日本紳士録』 1986年